# Alpine, New Jersey
Alpine, New Jersey este un borough (district) din Comitatul Bergen, statul  New Jersey,  Statele Unite ale Americii. De fapt, este o suburbie a zonei metropolitane a New York City, localizată la 24 de km de Midtown Manhattan. Conform Census 2000, populația districtului era de 2.183 locuitori.
Potrivit revistei Forbes, Alpine este alături de Greenwich, statul  Connecticut, pe primul loc în „America's Most Expensive ZIP Codes” pe 2009, cu un preț mediu de vânzare al caselor de 3.4 milioane de dolari.